# Elezione del capo provvisorio dello Stato del 1946
L'elezione del capo provvisorio dello Stato si svolse in Italia il 28 giugno 1946.
Capo provvisorio dello Stato, eletto al I scrutinio, è Enrico De Nicola, che assume la carica il successivo 1º luglio.

## Informazioni generali
Dopo proclamazione, il 10 giugno 1946, dei risultati del referendum istituzionale, da parte della Corte di cassazione, il 12 giugno il Consiglio dei ministri delibera che le funzioni di Capo provvisorio dello Stato, in base all'art. 2 del decreto legislativo luogotenenziale n. 98 del 16 marzo 1946, debbano essere assunte ope legis dal presidente del Consiglio Alcide De Gasperi, nonostante il rinvio della comunicazione dei dati definitivi.
Il 28 giugno 1946, l'Assemblea Costituente, come dal medesimo articolo, si riunisce per l'elezione effettiva del capo provvisorio dello Stato. I principali partiti politici convengono che si debba eleggere un presidente capace di assicurare il trapasso meno traumatico possibile al nuovo sistema repubblicano. Si conviene perciò di scegliere un meridionale, a compensazione della provenienza settentrionale della maggioranza dei leader politici, e che debba trattarsi di un monarchico. Un'iniziale contrapposizione delle candidature di Vittorio Emanuele Orlando (proposta da DC e destre) e di Benedetto Croce (proposta dalle sinistre e dai laici) si protrae sterilmente per alcuni giorni e si evolve nella comune indicazione di Enrico De Nicola. Successivamente anche dall'interessato proviene un supplemento di ritardo, esasperante per l'alternanza di orientamenti, ora positivi, ora negativi, che pare esternare. Di fronte alle difficoltà, si chiede all'avvocato Porzio di Napoli, amico di lunga data del candidato, di convincere De Nicola che, alla fine, accetta.
Non sono da considerarsi delle elezioni presidenziali, poiché la carica di presidente non è prevista dalla Costituzione vigente; De Nicola resta in carica sino alle sue dimissioni del 25 giugno 1947.

## L'elezione

### Preferenze per Enrico De Nicola
| Scrutinio | Voti | Preferenze |
| --------- | ---- | ---------- |
| I         | 396  | 69,1%      |

### I scrutinio
Per la nomina è richiesta una maggioranza di tre quinti dei 573 membri dell'Assemblea.
| Dati votazione | Dati votazione    |    | Nome                      | Nome | Voti |
| -------------- | ----------------- | -- | ------------------------- | ---- | ---- |
| Presenti       | 501               |    | Enrico De Nicola          | 396  |      |
| Votanti        | 501               |    | Cipriano Facchinetti      | 40   |      |
| Astenuti       | 0                 |    | Ottavia Penna             | 32   |      |
| Maggioranza    | 344               |    | Vittorio Emanuele Orlando | 12   |      |
|                |                   |    | Carlo Sforza              | 2    |      |
|                | Alcide De Gasperi | 1  |                           |      |      |
|                | Alfredo Proja     | 1  |                           |      |      |
|                | Schede bianche    | 12 |                           |      |      |
|                | Schede nulle      | 5  |                           |      |      |

Risulta eletto: Enrico De Nicola